# ソルフェリーノの思い出
『ソルフェリーノの思い出』（ソルフェリーノのおもいで、フランス語: Un souvenir de Solférino）は、赤十字国際委員会創設の契機となった、スイスの慈善活動家アンリ・デュナンの著作。日本語では『ソルフェリーノの記念』と称されることもある。

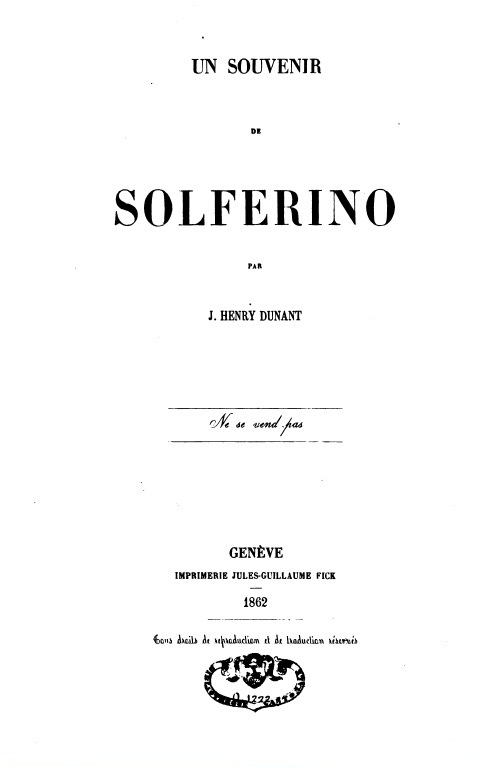
オリジナル版『ソルフェリーノの思い出』の表紙(1862).

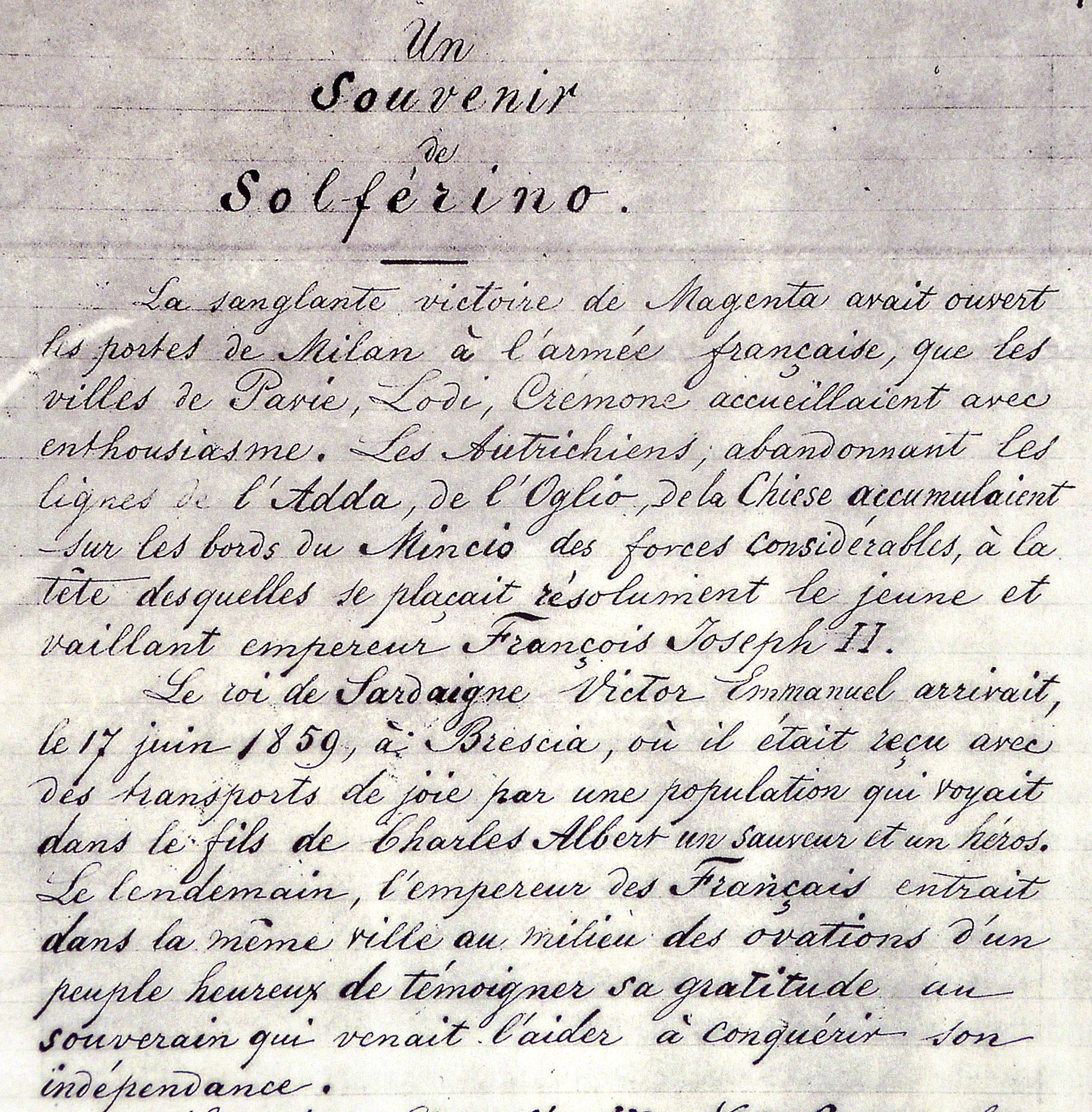
原稿の第1ページ

## 歴史的背景
1859年6月、商用で旅行中であったアンリ・デュナンは、ソルフェリーノというイタリアの町の近くで、サルデーニャ王国とフランス帝国（第二帝政）の連合軍が、オーストリア帝国軍と戦ったソルフェリーノの戦いに遭遇した。戦闘が終わった直後に戦場を横切ったデュナンは、戦死体が散乱する中に、負傷者が倒れたまま、誰にも助けられないまま放置されている、という惨状に深い衝撃を受け、負傷者の救護にも加わった。デュナンは、この経験を『ソルフェリーノの思い出』と題する著書にまとめた。戦いについて経験したことを長大な文章で描写したこの本で、デュナンは、
- 各国に、戦争となった際に戦いの犠牲者たちを救援する組織を設けること
- 戦闘による負傷者や、その負傷者の救援にあたる者を、戦闘に加わるいずれの側からも保護する法を定めること

を提言した。
デュナンは、この本を1862年に自費出版し、ヨーロッパ各国の主だった政治家や軍人たちに贈った。その後、数年のうちに、この本は11カ国語に翻訳された。

## その後
『ソルフェリーノの思い出』を契機として、1863年に負傷兵救済国際委員会（5人委員会）が組織され、1876年にはこれが赤十字国際委員会へと発展した。1864年には、デュナンの著書で提言された内容に沿う形で、「傷病者の状態改善に関する第1回赤十字条約」（1864年8月22日のジュネーヴ条約）が締結された。

## 日本語への翻訳
『ソルフェリーノの思い出』の最初の日本語での翻訳出版は、1894年の『朔爾弗里諾之紀念』で、訳者は桃源仙史（本名：寺家村和助）であった。
第二次世界大戦後に普及したのは、木内利三郎による日本語への翻訳『ソルフェリーノの思い出』であり、1948年に白水社から出版され、その後、日赤出版普及会、日本障害者リハビリテーション協会と出版元が変わりながら、長く出版が継続された。